# Legio VI Victrix

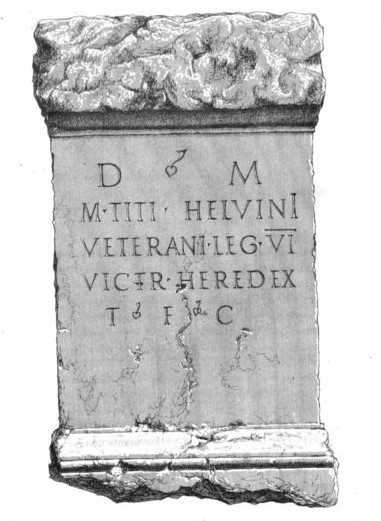
Autel funéraire du vétéran Marcus Titus Helvinius, enterré à Lugdunum

La Legio VI Victrix (litt: Sixième légion, victorieuse)  fut levée par Octave en 41 av. J.-C. sur le modèle de la sixième légion de César. Elle combattit les troupes de Pompée en Espagne et était présente lors de la bataille d’Actium en 31 av. J.-C.
Après le triomphe d’Octave devenu Auguste, elle fut envoyée en Hispania Terraconensis  participer à la campagne contre les Cantabres de 25 à 13 av. J.-C. Elle devait y rester pendant près d’un siècle et se mériter le surnom (cognomen) d’Hispaniensis. Après le suicide de Néron et la victoire de Vespasien, la légion fut envoyée en Germanie participer à la répression de la révolte des Bataves.
En 122, Hadrien, venu visiter la frontière de Germanie, décida de se rendre en Bretagne accompagné de Platorius Nepos; la légion suivit son commandant. Celle-ci fut chargée de la construction du Mur d’Hadrien, délimitant la frontière entre la Bretagne et les territoires des Pictes et Gaëls dans le nord. Elle devait y rester jusqu’à sa disparition, toujours en butte aux incursions de ces deux peuples. Après avoir fait brièvement sécession lors de la création de l’éphémère Empire des Gaules, la province fut réincorporée dans l’Empire romain par Constance Chlore qui mourut à York, alors quartier général de la légion en 306. Toutefois, la domination romaine sur la Bretagne était de plus en plus fragile alors que sur le continent, l’empire faisait face à la menace d’Alaric. En 402, Stilicho, alors commandant en chef des forces romaines en Europe occidentale retira l’ensemble des troupes de Bretagne malgré les supplications des autorités romaines auprès de l’empereur. Ce qui restait de troupes, sous la conduite d’un usurpateur qui prit le nom de Constantin III fit alors défection, mais fut finalement battu par Honorius à Arles en 411.

## Histoire de la légion

### Sous la dynastie julio-claudienne
La Legio VI Victrix fut recrutée par Octave (le futur empereur Auguste) en 41 av. J.-C. sur le modèle de la Legio VI Ferrata constituée par César mais qui faisait maintenant partie des forces de Marc Antoine. Nombre de ses légionnaires démobilisés l’année précédente furent du reste recrutés dans cette nouvelle légion qui garda les traditions de l’ancienne . L’année même de sa formation, elle prit part à la bataille de Pérouse , puis combattit Sextus Pompée qui, s’étant emparé de la Sicile, menaçait l’approvisionnement en blé de Rome.

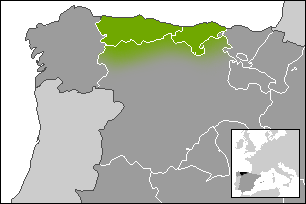
Territoire où se déroulèrent les guerres cantabres.

En 31 av. J.-C., elle se trouvait à Actium, mais ne participa guère aux opérations entre les armées de Marc Antoine et d’Octave, celles-ci se déroulant essentiellement sur la mer. L’année suivante, elle fut envoyée en Hispania Terraconensis, où elle prit part aux guerres cantabres qui se déroulèrent de 25 à 13 av. J.-C. et impliquèrent un grand nombre de légions,.
Pendant cette guerre, la légion fut cantonnée avec la légion X Gemina quelque part dans les Asturies. Par la suite, la Legio VI Victrix fut déplacée vraisemblablement vers Léon alors que la X Gemina était transférée à Petavonium (Rosinos de Vidriales). Des légionnaires de ces deux légions, de même que de la légion IIII Macedonica figurent parmi les premiers colons installés dans la Colonia Caesaraugusta (Saragosse). Également à cette époque, les légionnaires furent employés à la construction de nombreuses routes et ponts rattachés à la Via Augusta. La légion devait rester une centaine d’années en Espagne où elle reçut le surnom (cognomen) d’ Hispaniensis. Ce n’est que dans la première moitié du Ier siècle qu’elle reçut le cognomen de Victrix, attesté pour la première fois sous Néron.

### Pendant l’Année des quatre empereurset sous les Flaviens
Au fil des ans et jusqu’en 68 apr. J.-C., les légions romaines furent progressivement retirées d’Espagne à l’exception de la Legio VI Victrix. Durant l’été 68, Servius Sulpicius Galba (r. 68-69), gouverneur de l’Hispanie Tarraconaise, déjà mis à la retraite par Néron qu’il soupçonnait de vouloir l’éliminer, apprit l'insurrection de Julius Vindex, légat de la Gaule lyonnaise. Sachant que l’opposition est prête à déposer Néron et les Prétoriens à le proclamer empereur, il hésita quelques semaines après la défaite et la mort de Vindex, mais se décida à marcher sur Rome le 8 juin avec la toute nouvelle Legio VII Galbiana, la veille du suicide de Néron. La  Legio VI Victrix demeura en Espagne et ne participera donc pas aux combats qui marquèrent l’Année des Quatre Empereurs,.

La frontière du Rhin en 70 indiquant la location des forts romains et du territoire batave.

Sous Vespasien (r. 69-79), la légion fut transférée sur le Rhin où le limes avait été laissé sans protection par les légions prenant part aux combats qui se livraient en Italie et où les Bataves, sous la direction de leur prince, Caius Julius Civilis (nom latin adopté lors de son recrutement dans l’armée), étaient en révolte. Ce dernier était un vétéran ayant servi à la tête d’une cohorte romaine pendant 25 ans qui avait joué un rôle important lors de l’invasion romaine de la Grande-Bretagne (43-46). De retour chez lui, Civilis avait commandé en 69 les troupes auxiliaires (auxillia) bataves de la région du Rhin, mais se montrait de plus en plus hostile aux exactions commises par les Romains contre son peuple. Il incita les Cananefates, tribu germanique vivant dans le delta du Rhin à se soulever et à attaquer plusieurs forts romains, incluant Trajectum (Utrecht aux Pays-Bas). La plupart des troupes étant engagées dans la guerre civile à Rome, les Romains ne purent réagir. Civilis prit alors la tête de la rébellion qui regroupait des Trévires, des Lingons et des Bataves, et vint assiéger deux légions romaines dans le double camp de légionnaires de Vetera (près de l'actuel Xanten). Vespasien, qui s’était débarrassé à la fois de Galba et de Vitellius, nomma alors Quintus Petillius Cerialis commandement des forces armées de la province de Germanie inférieure, lequel avec huit légions parmi lesquelles figurait la Legio VI Victrix parvint à vaincre Civilis près de Trève,.
Après quoi, la légion demeura en Germanie inférieure et fut stationnée au camp de Novaesium (Neuss en Allemagne). Ce camp ayant été détruit pendant la campagne, elle construisit une nouvelle forteresse, en pierre celle-là, au même emplacement que précédemment. 
En 89, Lucius Antonius Saturninus, le gouverneur de Germanie supérieure, se révolta contre Domitien (r. 81-96). Les légions de Germanie inférieure (I Minervia, VI Victrix, X Gemina, XXII Primigenia) marchèrent alors sur Mogontiacum (Mayence en Allemagne) et mirent fin à la rébellion. En reconnaissance, Domitien accorda à ces légions le cognomen Pia Fidelis Domitiana (litt : Consciente de son devoir et fidèle à Domitien). Après la mort de l’empereur et la damnatio memoriae  qui s’ensuivit, la portion Domitiana fut abandonnée en 96.

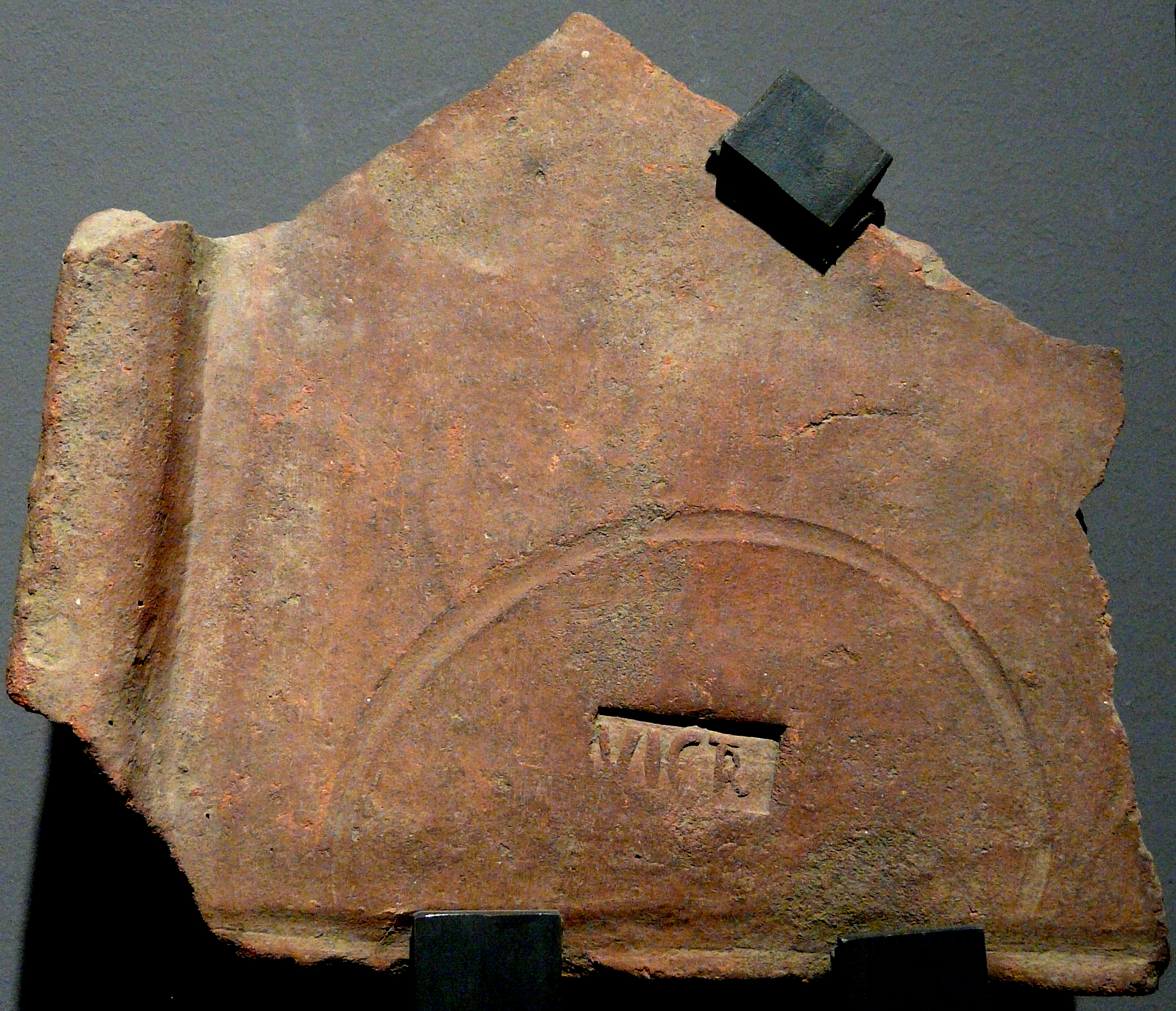
Inscription venant du camp de Novaesium, portant la mention Legio VI VIC P F.

À Aix-la-Chapelle (Aachen en Allemagne), la légion construisit en pierre les bains de sources thermales du camp fortifié au Ier siècle en plus d’une canalisation amenant l’eau jusqu’à Burtscheid (en français Borcette, municipalité faisant aujourd’hui partie d’Aix), comme l’attestent les briques marquées du sceau de la légion « VI VIC P F ».

### Sous la dynastie desAntonins
À partir de 99, des unités furent envoyées au camp Vetera II (Xanten) que la Legio XXII Primigenia avait quitté quelques années auparavant. Elles furent utilisées dans la construction de la nouvelle colonie fondée par Trajan (r. 98-117), dite Colonia Ulpia Traiana.

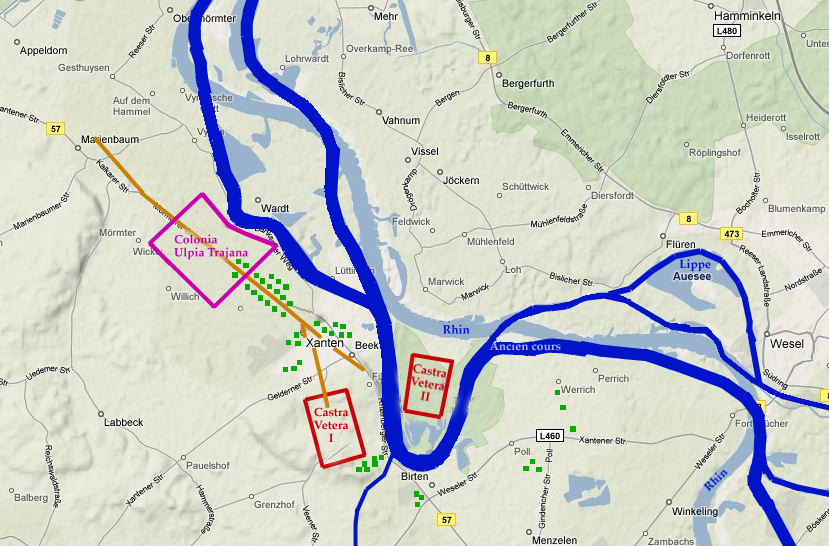
Implantation autour de l'actuelle ville de Xanten des deux camps Castra Vetera I et II ainsi que de la colonie de Trajan, Colonia Ulpia Traiana.

En 103, l’ensemble de la légion put quitter le camp de Novaesium pour s’établir dans celui, stratégiquement plus important, de Vetera. Autour de l’an 100, diverses unités furent stationnées à Brohl (en Rhénanie-Palatinat) dans les monts de l’Eifel pour y exploiter les matériaux nécessaires aux travaux de construction .
Un détachement des légions VI Victrix, I Minervia et X Gemina fut  envoyé sur le limes danubien dont les forces étaient utilisées par Trajan dans ses campagnes contre les Daces (101/102 et 105/106).
En 121, l’empereur Hadrien (r. 117-138) venu visiter la Germanie inférieure ordonna la construction d'un limes  sur le Bas-Rhin. Les travaux furent conduits par le gouverneur Platorius Nepos, ami personnel d’Hadrien qui suivit l’empereur en Angleterre accompagné de la VI Victrix. Elle fut remplacée par la IX Hispania qui était elle-même stationnée en Angleterre .

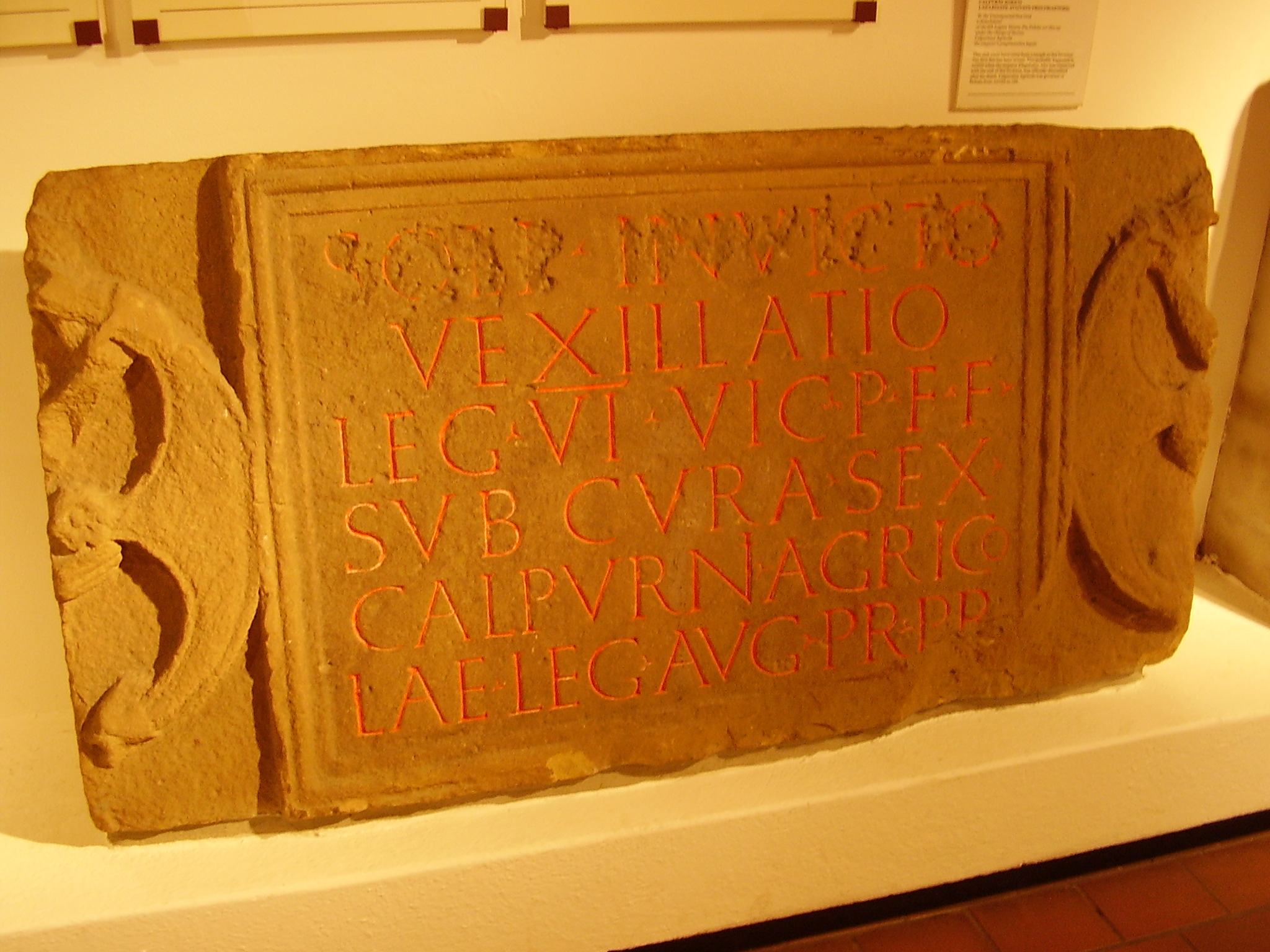
SOLI INVICTO VEXILLATIO LEG VI VIC P F F SVB CVRA SEX CALPVRNI AGRICO LAE LEG AVG PR PR (litt : Au dieu solaire invaincu (Mithra) d’un détachement de la légion VI Victrix Pia Fidelis élevé par les soins du gouverneur Calpurnius Agricola). Inscription trouvée à Curiosopidum (Corbridge, Northumberland)

Elle établit son quartier général à Eburacum (York) en 121. Dès l’année suivante, des unités travaillèrent à l’érection du limes de Bretagne, connu sous le nom de Mur d’Hadrien où on lui confia la portion du mur s’étendant de Newcastle upon Tyne jusqu’à Carlisle. Puis, Antonin le Pieux (r. 138-161) ayant décidé de doubler au nord le mur construit par son père adoptif, Hadrien (r. 117-138), des unités furent également utilisées de 139 à 142 pour la construction du Mur d’Antonin entre Édinbourg et Glasgow. Les matériaux nécessaires à ces constructions venaient de carrières situées à Coombe Crag, Ledge Crag et Haltwhistle Burn.

Les murs d’Hadrien et d’Antonin.

En 155 et jusqu’en 158 des troubles éclatèrent dans le nord de la Bretagne d’une intensité telle que l’on dut faire venir des renforts des deux provinces de Germanie. Au début, les Romains purent rester maitres de la région s’étendant entre les deux murs, mais au début du règne de Marc Aurèle (r. 161-180) le Mur d’Antonin fut abandonné et les travaux reprirent sur le Mur d’Hadrien. 
Vers 165, Pertinax, le futur empereur (r. janvier-mars 193), fut tribun de la légion . Entre 175 et 190, alors que le Mur d’Antonin avait été abandonné depuis des décennies, des détachements de la Legio VI Victrix furent postés au fort de Castlecary. Plus tard, un détachement fut stationné à Coriosopidum.

### Sous les Sévères
Après l’assassinat de Pertinax par les prétoriens en avril 193, Didius Julianus fut proclamé empereur mais fut immédiatement rejeté par le Sénat et les armées des provinces proclamèrent empereur Septime Sévère en Pannonie, Pescennius Niger en Syrie, et Clodius Albinus en Bretagne. En 196, Clodius Albinus traversa la Manche avec ses légions, mais fut défait par Septime Sévère (r. 193-211) le 19 février 197 près de Lyon. Ce qui restait des légions d’Albinus retournèrent alors en Bretagne.
Elles devaient y trouver les tribus du nord en révolte et la Legio VI Victrix dut reprendre York, rebâtir la ville et reconstruire une partie du Mur d’Hadrien. C’est pendant cette période qu’elle se mérita le cognomen de Fidelis Constans (litt : loyale et constante) .
Les efforts de la légion pour pacifier le pays n’eurent toutefois que peu de résultats, si bien que, en 208,  l’empereur Septime Sévère à la tête d’une armée vint personnellement soumettre l’Écosse (Caledonia). La Legio VI Victrix fut déplacée vers le nord et, avec la Legio II Augusta, occupa la forteresse de Carpow am Tay. La légion se mérita au cours de cette guerre le cognomen de Britannica  et en 213, le légat de la Legio VI Victrix assuma le poste de gouverneur de la province nouvellement créée de Bretagne inférieure.

### Sous les «empereurs-soldats» et pendant l’Antiquité tardive
Si quelques unités furent déployées en Pannonie sur le Danube dans les années 260, l’ensemble de la légion demeura pour le reste du siècle en Bretagne dont elle partagea le destin.
De la mort de Sévère Alexandre en 235 à l'avènement de Dioclétien en 285, 64 empereurs ou usurpateurs se succédèrent ou luttèrent les uns contre les autres. Ces luttes entre généraux et leurs armées laissaient les frontières dégarnies alors que les menaces d’invasions barbares se faisaient de plus en plus précises. L’un de ces généraux, Marcus Cassianus Latinius Postumus ou Postume, général de l’empereur Gallien, prit le contrôle des Gaules, assura la défense du limes du Rhin et établit un Empire des Gaules qui dura de 260 à 274.
Le fait que la Legio VI Victrix ne soit pas mentionnée sur les monnaies que Carausius fit frapper en l’honneur de toutes les légions ayant combattu à ses côtés contre Gallien a conduit à diverses interprétations. Le fait est toutefois que la légion resta en Écosse pour protéger la frontière et ne participa donc pas aux combats entre Carausius et Gallien. Casey en a déduit que la légion s’était déclarée contre Carausius; Todd pour sa part a montré que Carausius aurait bel et bien été reconnu dans le nord de la Bretagne; enfin, pour Salway, la légion aurait hésité et ne se serait rangée que tardivement aux côtés de Carausius.
À la suite de la campagne foudroyante menée par Constance Chlore (le futur empereur Constance Ier, césar en 293, empereur 305, meurt 306) contre Allectus, la Bretagne réintégra l’Empire romain en 296/297 et Constance Ier devenu Auguste continuera à gérer la Gaule et la Bretagne, plus l’Espagne et la Maurétanie tingitane à partir de Trève et de York, alors que le nouveau césar, Sévère, gouvernait les régions balkaniques et l’Afrique. C’est du reste à York que Constance mourut dans une campagne contre les Pictes en 306. La Legio VI s’empressa de proclamer son fils, Constantin, comme Auguste le 25 juillet 306, acclamation qui ne fut pas reconnue par Galère, devenu Auguste en Orient, lequel lui concèda tout de même le titre de césar .

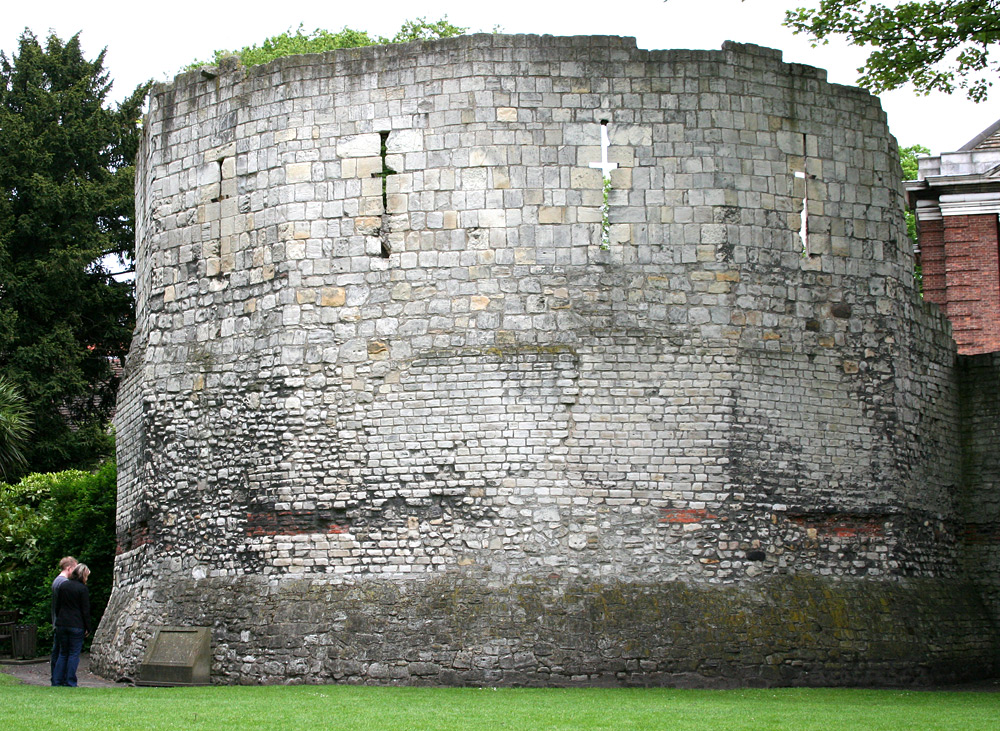
Ruines d’une tour de garde du camp fortifié d’ Eburacum (York)

La situation demeurant tendue dans le nord de la Bretagne, la légion se livra à d’importants travaux de défense dans son camp fortifié d’Eburacum (York). Les murailles et les tours de garde furent renforcées et de nouveaux édifices comme les Principia furent érigés.
Pour renforcer les frontières, Dioclétien doubla le nombre de légions qui passèrent de 33 à 66. Celles-ci furent chargées de protéger les frontières (limitanei), y étant stationnées à demeure, alors que l’empereur créait deux nouvelles légions (Ioviani et Herculiani) qu’il rattacha directement à ses propres forces (comitatus), y adjoignant une cavalerie d’élite (equites comites) lesquelles constituèrent l’armée de campagne (comitatenses) . Déjà Gallien avait cessé de nommer des sénateurs comme commandants d’armée, les remplaçant par des préfets de rang équestre, séparant ainsi l’administration civile de l’administration militaire confiée à des militaires de carrière . Le commandement suprême des forces armées protégeant la frontière, y compris le mur d’Hadrien, se trouvait ainsi entre les mains du Dux Britanniarum qui avait sous ses ordres le Praefectus legionis sextae.
Toutefois, la Notitia Dignitatum, document rédigé vers l’année 400, ne mentionne aucun endroit de garnison. S’il est possible que la légion soit demeurée à son quartier général de York, il est aussi possible qu’elle ait été intégrée dans les Primani iuniores du Comes Britanniarum.
Selon le poète latin  Claudien (Claudius Claudianus) (v. 370- v. 408), Stilicho, alors magister militum pour l’Occident aurait conduit une campagne en 398/399 contre les Pictes avant de retirer nombre d’unités de l’armée de Bretagne, du Rhin et de Rhétie pour protéger l’Italie contre les invasions d’Alaric. 
En 406, ne parvenant plus à communiquer avec Ravenne où résidait désormais l’empereur, et menacée par des bandes de Vandales, de Suèves et d’Alains qui, à partir de la Gaule qu’ils avaient envahie, menaçaient l’ile, ce qui reste de l’armée de Bretagne fit sécession et nomma empereurs trois de ses généraux dont les deux premiers, Marc et Gratien, ne firent que passer. Toutefois, le troisième, Constantin, dit Constantin III, prenant avec lui ce qui restait de troupes en Bretagne, parvint à mettre pied en Gaule et à se faire reconnaitre par les quelques légions du nord ayant échappé au flot des barbares. Les autorités romaines de Bretagne écrivirent alors à l’empereur Honorius (r. 393-423) le suppliant de renvoyer les troupes en Bretagne pour combattre les Pictes qui, ayant traversé le mur d’Hadrien, ravageaient la Bretagne. La réponse d’Honorius devait être négative : aucune troupe romaine ne serait envoyée en Bretagne dont les habitants devraient dorénavant assumer leur propre défense . En décembre  408, Honorius dut se résigner à signer un traité humiliant avec Alaric et à reconnaitre comme collègue et Auguste l’usurpateur Constantin III qui se maintenait tant bien que mal en Bretagne, en Gaule et en Espagne. Toutefois, la fortune tourna en faveur d’Honorius deux ans plus tard après la mort d’Alaric. Il réussit en 411 à faire prisonnier Constantin III à Arles avant de le faire exécuter en novembre .
On retrouve en Bretagne des inscriptions marquées du sceau de la légion jusqu’au début du Ve siècle. Il n’est pas impossible que des vétérans de la légion y aient établi une sorte de milice qui tenta de son mieux de protéger la frontière du Nord même après l’abandon de la Bretagne par les autorités romaines.